# Фрисхольм, Туре
Туре Ханс Фрисхольм (норв. Tore Hans Frisholm; 12 апреля 1924, Кристиания — 4 апреля 1995, Осло) — норвежский хоккеист с мячом, защитник и центральный полузащитник; тренер. Участник зимних Олимпийских игр 1952 года.

## Биография
Туре Фрисхольм родился 12 апреля 1924 года в норвежском городе Кристиания (сейчас Осло). Вырос в районе Линдерн.
На протяжении всей карьеры играл в хоккей с мячом за «Фригг». В его составе дважды участвовал в финале чемпионата Норвегии (1947—1948).
В 1952 году вошёл в состав сборной Норвегии по хоккею с мячом на зимних Олимпийских игр в Осло, которая заняла 2-е место в демонстрационном турнире. Играл на позиции защитника, провёл 2 матча, мячей не забивал.
В течение карьеры провёл за сборную Норвегии 19 матчей.
По окончании игровой карьеры стал тренером. В 1964—1970 был главным тренером сборной Норвегии. В 1965 году на чемпионате мира в СССР под его руководством норвежцы добились высшего результата в истории, завоевав серебряные медали.
Был функционером в норвежском хоккее с мячом. Имел награды от Норвежской и Шведской ассоциаций хоккея с мячом.
Писал статьи о хоккее с мячом в норвежских газетах «Моргенпостен» и «Арбейдербладет».
Работал инженером муниципальной компании Oslo Sporveier, управлявшей городской трамвайной системой.
Умер 4 апреля 1995 года в Осло.